# Meteorstadion (Zjoekovski)
Het Meteorstadion is een multifunctioneel stadion in Zjoekovski, een stad in Rusland. 
Het stadion wordt vooral gebruikt voor voetbalwedstrijden, de voetbalclub FK Saturn Moskva Oblast maakt gebruik van dit stadion. Het Gebroeders Znamensky Memorial wordt in dit stadion georganiseerd. In het stadion is plaats voor 7.500 toeschouwers. Het stadion werd geopend in 1955. 